# Безродный, Михаил Владимирович
Михаил Владимирович Безродный (16 февраля 1957, Ленинград — 18 ноября 2023, Гейдельберг, Баден-Вюртемберг) — русский писатель, филолог, переводчик, литературовед, исследователь русской литературы XIX и начала XX веков; кандидат филологических наук (1990). С 1991 года жил в Германии.

## Биография
В 1974—1977 годах учился в Тартуском университете. В 1977—1979 годах служил в Забайкальском военном округе. В 1979—1991 годах работал в Публичной библиотеке им. М. Е. Салтыкова-Щедрина. В 1982 году заочно окончил Ленинградский педагогический институт им. А. И. Герцена. В 1990 году на кафедре русской литературы Тартуского университета защитил диссертацию на тему «Лирическая драма А. А. Блока «Незнакомка» (проблема текстологии, генезиса, поэтики)» на соискание степени кандидата филологических наук (научный руководитель — З. Г. Минц).
В 1991 году эмигрировал; был стипендиатом Немецкого научно-исследовательского общества и Гарвардского университета; работал в Берлинском центре изучения литературы и культуры и в университетах Мюнхена, Тюбингена, Мангейма и Майнца. С 2003 года преподаватель института славистики Гейдельбергского университета.

## Научные и литературные интересы
Статьи (с 1977) по истории литературы (Крылов, Пушкин, Гоголь, Вячеслав Иванов, Ремизов, Блок, Андрей Белый, Чуковский, Ходасевич, Пастернак, Мандельштам, Булгаков, Цветаева, Маяковский, Тынянов, Набоков) и истории книжного дела (издательство «Мусагет»); переводы с эстонского и немецкого.

## Книги
- Конец цитаты. Издательство Ивана Лимбаха. 1996, ISBN 5-89059-005-7 (Малая Букеровская премия, Премия им. Андрея Синявского)[3][4][5]
- Пиши пропало. Издательство «Чистый лист». 2003, ISBN 5-901528-05-0[6][7][8]
- Радуга и осьминог. Издательство «Чистый лист». 2016, ISBN 978-3-00-053706-6[9]
- Короб третий. Издательство «Чистый лист». 2019. ISBN 978-5-901528-76-1